# Tony Awards
Die Tony Awards (eigentlich Antoinette Perry Awards) sind seit 1947 jährlich vergebene US-amerikanische Theater- und Musicalpreise. Sie gelten als wichtigste dieser Art, vergleichbar mit dem Oscar (für Filme), den Grammy Awards (für Musik) und dem Emmy (für Fernsehen), wobei die Tony Awards für ortsgebundene Stücke verliehen werden. Die markante Trophäe mit der Silbermedaille gibt es seit 1949. Für den nach Antoinette Perry benannten Preis können alle Theaterstücke und Musicals nominiert werden, die im Laufe des Jahres an einem Broadwaytheater gespielt wurden. Es liegt beim Tony Award Komitee zu bestimmen, welches New Yorker Theater als „Broadwaytheater“ gilt.

## Geschichte
Die Tony Awards werden von circa 700 Juroren vergeben, die sich aus der Unterhaltungsbranche und Presse rekrutieren. 1947 wurde der Preis vom American Theatre Wing (der amerikanischen Theatergewerkschaft) gegründet. Die erste Verleihungszeremonie fand am 6. April 1947 im Hotel Waldorf Astoria in New York City statt. Seit 1967 wird die Verleihung vom US-Fernsehen live übertragen. Wegen der Publikumswirksamkeit werden seitdem Songs und Szenen aus den nominierten Musicals und Theaterstücken live gespielt oder mittels Videozuspielung präsentiert.

## Reglement
Bei den Tony Awards gilt ein Theaterstück bzw. Musical als „neu“, wenn es bis dahin weder eine Broadway-Produktion davon gab noch Teil des „historischen oder allgemeinen Repertoires“ ist. Dieser Satz hat immer wieder für Kontroversen gesorgt, da deshalb oft Theaterstücke oder Musicals nicht in den Kategorien nominiert werden konnten, die nur neuen Werken offenstehen (z. B. Bestes Theaterstück, Bestes Musical, Bestes Musicallibretto). Musicals die vom Off-Broadway oder vom Londoner West End an den Broadway kommen oder auf Filmvorlagen basieren, werden hingegen als „neu“ gewertet.
Um für einen Tony Award nominiert werden zu können, muss eine Show innerhalb einer vorgegebenen Zeitspanne Premiere gehabt haben. Zum Beispiel war Stichtag der Nominierung für die Saison 2008/2009 der 30. April 2009. Alle Stücke, die bis dahin Premiere hatten, wurden berücksichtigt; alle ab dem 1. Mai 2009 erstmals aufgeführten Stücke wurden der nächsten Saison zugerechnet, konnten also erst bei der nächsten Preisverleihung berücksichtigt werden.
Als „Broadwaytheater“ wird ein Theater mit mehr als 500 Sitzplätzen sowie einigen anderen Kriterien definiert. Da es eigentlich keine geografische Zuordnung gibt, liegt es beim Tony Award Komitee zu bestimmen, welches New Yorker Theater als „Broadwaytheater“ gilt. Die Liste von 2007/08 enthält ausschließlich Theater im Nahbereich des Times Square sowie das Theater im Lincoln Center.

## Kategorien
Die Kategorien des Jahres 2015:
| Kategorie                             | Verleihung                  |
| ------------------------------------- | --------------------------- |
| Bestes Theaterstück                   | seit 1947                   |
| Beste Wiederaufnahme                  | seit 1994                   |
| Bester Hauptdarsteller                | seit 1947                   |
| Beste Hauptdarstellerin               | seit 1947                   |
| Bester Nebendarsteller                | seit 1949                   |
| Beste Nebendarstellerin               | seit 1947                   |
| Beste Theaterregie                    | seit 1947                   |
| Bestes Kostümdesign                   | seit 1961, wieder seit 2005 |
| Bestes Bühnenbild                     | seit 1960, wieder seit 2005 |
| Bestes Lichtdesign                    | seit 2005                   |
| Tony Honors for Excellence in Theatre | seit 1990                   |
| Regional Theatre Tony Award           | seit 1948, wieder seit 1976 |

| Kategorie               | Verleihung                  |
| ----------------------- | --------------------------- |
| Bestes Musical          | seit 1949                   |
| Bestes Musicallibretto  | seit 1949                   |
| Beste Originalmusik     | seit 1947                   |
| Beste Wiederaufnahme    | seit 1994                   |
| Bester Hauptdarsteller  | seit 1948                   |
| Beste Hauptdarstellerin | seit 1948                   |
| Bester Nebendarsteller  | seit 1947                   |
| Beste Nebendarstellerin | seit 1950                   |
| Beste Musicalregie      | seit 1960                   |
| Beste Choreographie     | seit 1947                   |
| Beste Orchestrierung    | seit 1997                   |
| Bestes Kostümdesign     | seit 1961, wieder seit 2005 |
| Bestes Bühnenbild       | seit 1960, wieder seit 2005 |
| Bestes Lichtdesign      | seit 2005                   |

| Kategorie                                                                  | Zeitraum der Verleihung |
| -------------------------------------------------------------------------- | ----------------------- |
| Bestes Kostümdesign (Theaterstück oder Musical)                            | 1947–1960, 1962–2004    |
| Bestes Bühnenbild (Theaterstück oder Musical)                              | 1947–1959, 1962–2004    |
| Beste Regie                                                                | 1947–1959               |
| Bester Nachwuchs (Einzige Gewinner waren June Lockhart und James Whitmore) | 1948                    |
| Beste Bühnentechnik                                                        | 1948–1963               |
| Bester Dirigent und Musikdirektor                                          | 1948–1964               |
| Bestes Lichtdesign (Theaterstück oder Musical)                             | 1970–2005               |
| Beste Wiederaufnahme (Theaterstück oder Musical)                           | 1977–1993               |
| Bestes Theaterevent                                                        | 2001–2009               |
| Bestes Sounddesign (Theaterstück)                                          | 2008–2014               |
| Bestes Sounddesign (Musical)                                               | 2008–2014               |

| Kategorie          | Verleihung |
| ------------------ | ---------- |
| Special Tony Award | seit 1947  |

## Rekorde
- Theaterstück
  - die meisten Auszeichnungen für ein Theaterstück: The Coast of Utopia (2007), 7 Tonys
  - die meisten Nominierungen für ein Theaterstück: The Coast of Utopia (2007) und Fences (2010), je 10 Nominierungen
- Musical
  - die meisten Auszeichnungen für ein Musical: The Producers (2001), 12 Tonys
  - die meisten Nominierungen für ein Musical: Hamilton (2016), 16 Nominierungen
- Wiederaufnahme
  - die meisten Auszeichnungen für eine Wiederaufnahme: South Pacific (2008; 7 Tonys)
  - die meisten Nominierungen für eine Wiederaufnahme: Kiss Me, Kate (2000), 12 Nominierungen
- Personen
  - die meisten Auszeichnungen für einen Menschen: Harold Prince (Theaterregisseur und Produzent), 21 Tonys
  - die meisten Auszeichnungen für einen Schauspieler, einen Musicaldarsteller: Audra McDonald, 6 reguläre Tonys (sie ist gleichzeitig die einzige Künstlerin, die in allen vier regulären Schauspielkategorien triumphieren konnte)
  - längster Zeitraum zwischen zwei Nominierungen: Jane Fonda (1960 und 2009, dazwischen lagen 49 Jahre)
  - zweimal wurde ein Schauspieler für eine seinem Geschlecht entgegengesetzte Rolle ausgezeichnet; erst Mary Martin in der Rolle des Peter Pan (1955), dann Harvey Fierstein als „Edna Turnblad“ in Hairspray (2003).
  - sechs Schauspielern gelang es bisher Doppel-Nominierungen für zwei unterschiedliche Stücke in einem Jahr zu erhalten:[1]

| Jahr | Künstler/-in   | Stück                          | Kategorie                         | Resultat  |
| ---- | -------------- | ------------------------------ | --------------------------------- | --------- |
| 1982 | Amanda Plummer | A Taste of Honey               | Beste Hauptdarstellerin           | Nominiert |
| 1982 | Amanda Plummer | Agnes of God                   | Beste Nebendarstellerin           | Gewonnen  |
| 1984 | Dana Ivey      | Heartbreak House               | Beste Nebendarstellerin           | Nominiert |
| 1984 | Dana Ivey      | Sunday in the Park with George | Beste Nebendarstellerin – Musical | Nominiert |
| 2002 | Kate Burton    | Hedda Gabler                   | Beste Hauptdarstellerin           | Nominiert |
| 2002 | Kate Burton    | The Elephant Man               | Beste Nebendarstellerin           | Nominiert |
| 2010 | Jan Maxwell    | The Royal Family               | Beste Hauptdarstellerin           | Nominiert |
| 2010 | Jan Maxwell    | Lend Me a Tenor                | Beste Nebendarstellerin           | Nominiert |
| 2014 | Mark Rylance   | Richard III                    | Bester Hauptdarsteller            | Nominiert |
| 2014 | Mark Rylance   | Twelfth Night                  | Bester Nebendarsteller            | Gewonnen  |
| 2019 | Jeremy Pope    | Choir Boy                      | Bester Hauptdarsteller            | Nominiert |
| 2019 | Jeremy Pope    | Ain’t Too Proud                | Bester Nebendarsteller – Musical  | Nominiert |

## Kritik
Während viele Besucher den Tony Award als Theater-Oscar und als Qualitätskriterium ansehen, ist die Theaterpresse und -kritik eher nicht dieser Ansicht, da der Tony Award nur Stücke berücksichtigt, die in einem der 41 „Broadway-Theater“ gespielt werden. Stücke und Schauspielleistungen vom „Off-Broadway“ oder „Off-Off-Broadway“ werden nicht in die Auswahl miteinbezogen.